# South West Isle
South West Isle är en ö i Australien. Den ligger i delstaten Tasmanien, i den sydöstra delen av landet, omkring 370 kilometer norr om delstatshuvudstaden Hobart.